# Sikkim-Maus
Die Sikkim-Maus (Mus pahari) ist eine Art der Mäuse (Gattung Mus), die in Süd- und Südostasien vom Nordosten Indiens und Nepal über Myanmar und die südliche Volksrepublik China bis nach Thailand, Laos, Kambodscha und Vietnam vorkommt.

## Merkmale
Die Sikkim-Maus erreicht eine Kopf-Rumpf-Länge von 8,8 bis 10,3 Zentimetern und besitzt einen etwa ebenso langen, häufig etwas längeren, Schwanz (8,8 bis 9,0 Zentimeter). Das Gewicht variiert von 21 bis 24 Gramm. Die Hinterfußlänge beträgt 21 bis 23 Millimeter, die Ohrlänge 15 bis 17 Millimeter. Der Habitus ähnelt einer Spitzmaus mit einer langen Nase, kleinen Augen und kurzen Ohren. Das Rückenfell ist dunkel blaugrau, bei ausgewachsenen Tieren stachelig. Die Bauchseite ist silbergrau. Der Schwanz ist zweifarbig oberseits dunkelbraun und unterseits weiß. Die Oberseite der Hände und Füße ist weiß.
Der Schädel hat eine Gesamtlänge von 24 bis 26 Millimeter. Er ist deutlich stärker gebogen als bei anderen Arten der Gattung.

## Verbreitung
Die Sikkim-Maus kommt vom Nordosten Indiens und Nepal über Myanmar und die südliche Volksrepublik China bis nach Thailand, Laos, Kambodscha und Vietnam vor. In China lebt sie im Südosten von Xizang, in Yunnan, dem Süden von Sichuan sowie in Guizhou und Guangxi. In Indien kommt die Art in den Bundesstaaten Arunachal Pradesh, Assam, Meghalaya, Mizoram, Nagaland, Sikkim und in Westbengalen vor. Die Höhenverbreitung reicht von 200 bis etwa 2000 Meter.

## Lebensweise
Über die Lebensweise der Sikkim-Maus liegen nur wenige Daten vor. Die Tiere leben in Wäldern der Höhenlagen. Sie sind nachtaktiv und leben terrestrisch sowie semi-arboreal. Sie ernähren sich von Insekten und bauen runde Nester aus trockenem Gras, graben jedoch nicht im Boden.

## Systematik
Die Sikkim-Maus wird als eigenständige Art innerhalb der Gattung der Mäuse (Mus) eingeordnet, die aus etwa 40 Arten besteht. Die wissenschaftliche Erstbeschreibung stammt von Oldfield Thomas aus dem Jahr 1916, der die Art anhand von Individuen aus dem indischen Bundesstaat Sikkim aus 1830 Metern Höhe beschrieb.
Smith & Yan Xie 2009 beschreiben für China drei Unterarten: M.p. gairdneri in Yunnan, M.p. pahari in Xizang und M.p. jacksoniae im restlichen Verbreitungsgebiet.

## Status, Bedrohung und Schutz
Die Sikkim-Maus wird von der International Union for Conservation of Nature and Natural Resources (IUCN) als nicht gefährdet (Least concern) eingeordnet. Begründet wird dies durch das sehr große Verbreitungsgebiet und das häufige Vorkommen der Art, teilweise auch in Schutzgebieten, sowie ihre Anpassungsfähigkeit an Lebensraumveränderungen. Potenzielle bestandsgefährdende Gefahren für diese Art bestehen nicht.

## Belege
1. 1 2 3 4 5  Andrew T. Smith, Darrin Lunde: Indochinese Shrewlike Mouse. In: Andrew T. Smith, Yan Xie: A Guide to the Mammals of China. Princeton University Press, Princeton NJ 2008, ISBN 978-0-691-09984-2, S. 264.
2. 1 2 3 4 5 6  Mus pahari in der Roten Liste gefährdeter Arten der IUCN 2014.3. Eingestellt von: K. Aplin, D. Lunde, S. Molur, 2008. Abgerufen am 4. Juli 2015.
3. ↑  Mus pahari (Memento des Originals vom 5. Juli 2015 im Internet Archive)  Info: Der Archivlink wurde automatisch eingesetzt und noch nicht geprüft. Bitte prüfe Original- und Archivlink gemäß Anleitung und entferne dann diesen Hinweis.. In: Don E. Wilson, DeeAnn M. Reeder (Hrsg.): Mammal Species of the World. A taxonomic and geographic Reference. 2 Bände. 3. Auflage. Johns Hopkins University Press, Baltimore MD 2005, ISBN 0-8018-8221-4.